# Drymophila ochropyga
Drymophila ochropyga е вид птица от семейство Thamnophilidae. Видът е почти застрашен от изчезване.

## Разпространение
Видът е разпространен в Бразилия.